# Nikola Cuckić
Nikola Cuckić (in serbo Никола Цуцкић?; Niš, 11 aprile 1997) è un calciatore serbo, centrocampista dell'Oqjetpes.

## Carriera

### Club
Il 7 agosto 2018 viene acquistato a titolo definitivo dalla squadra serba dello Javor Ivanjica.